# Madrid Challenge by la Vuelta 2016
2. edycja kobiecego wyścigu kolarskiego Madrid Challenge by la Vuelta odbyła się 11 września 2016 roku, w Madrycie w Hiszpanii. Zwyciężczynią została Belgijka Jolien D’Hoore, dla której było to pierwsze zwycięstwo w sezonie, wyprzedzając Australijkę Chloe Hosking oraz Włoszkę Martę Bastianelli.
Madrid Challenge by la Vuelta był ostatnim w sezonie wyścigiem cyklu UCI Women’s World Tour, będącym serią najbardziej prestiżowych zawodów kobiecego kolarstwa. Zorganizowany został dzień tuż przed ostatnim etapem wyścigu mężczyzn Vuelta a España.

## Wyniki
| M-ce | Imię i nazwisko           | Kraj              | Drużyna                         | Czas       |
| ---- | ------------------------- | ----------------- | ------------------------------- | ---------- |
| 1.   | Jolien D’Hoore            | Belgia            | Wiggle High5                    | 2h 01' 01" |
| 2.   | Chloe Hosking             | Australia         | Wiggle High5                    | + 0"       |
| 3.   | Marta Bastianelli         | Włochy            | Alé–Cipollini                   | + 0"       |
| 4.   | Chantal Blaak             | Holandia          | Boels-Dolmans                   | + 0"       |
| 5.   | Maria Giulia Confalonieri | Włochy            | Lensworld.eu–Zannata            | + 0"       |
| 6.   | Carmen Small              | Stany Zjednoczone | Cervélo–Bigla                   | + 0"       |
| 7.   | Monique van der Ree       | Holandia          | Lares–Waowdeals                 | + 0"       |
| 8.   | Eugenia Bujak             | Polska            | BTC City Ljubljana              | + 0"       |
| 9.   | Roxane Fournier           | Francja           | Poitou–Charentes.Futuroscope.86 | + 0"       |
| 10.  | Emilie Moberg             | Norwegia          | Hitec Products                  | + 0"       |
|      |                           |                   |                                 |            |
| 33.  | Katarzyna Pawłowska       | Polska            | Boels-Dolmans                   | + 13"      |
| 36.  | Anna Plichta              | Polska            | BTC City Lublana                | + 13"      |